# Aline Gonçalves
Aline Gonçalves Lopes Silva, ou simplesmente Aline Gonçalves (Rio de Janeiro, 26 de dezembro de 1978) é uma musicista de sopros (flauta, flautim e clarinete) brasileira, bacharel em flauta pela UniRio, licencianda em música pela UFRJ e pós graduada em educação musical pelo Conservatório Brasileiro de Música . Integrou o grupo Camerata Brasilis.
Foi integrante por seis anos do Trio Itiberê Zwarg e da Itiberê Orquestra Família, desde sua fundação. Com a orquestra gravou os discos Pedra do Espia e Calendário do Som. O primeiro disco foi considerado um dos 10 melhores do ano de 2001 pelo jornal O Globo, junto a Cambaio de Chico Buarque, e Ouro Negro de Moacir Santos. Com a Orquestra Família dividiu palco com músicos como Hermeto Pascoal, Yamandu Costa, Márcio Bahia, Vinícius Dorin. 
Em 2002 foi convidada por Hermeto Pascoal para participar de duas faixas do seu disco Mundo Verde Esperança. Em 2004 se formou como bacharel em flauta pela UniRio. Em 2005 mudou-se para o Chile, onde viveu três anos e desenvolveu diversos trabalhos, entre eles VerdeVioleta, creaciones, sobre música de Violeta Parra. Em 2008 realizou uma turnê pela América do Sul com seu grupo chileno VerdeVioleta, onde atuava como diretora musical, arranjadora e instrumentista.
Desde sua volta ao Brasil, em 2008, atua na cena instrumental e da canção. A  partir de então realizou inúmeras participações em shows de Carlos Malta e Pife Muderno. Em 2010, integrando o projeto Ensamble Nuevo, realizou uma turnê por 8 países da América Latina, comemorando o bicentenário da américa hispânica. Tocando a duo com Egberto Gismonti, participou do encerramento do Festival Villa-Lobos de 2016. Em 2017, em comemoração do centenário de Violeta Parra, tocou junto a sua neta, Tita Parra, e Mônica Salmaso. 
Na busca por atuar na luta por direitos através da arte, participa, em 2017, da fundação do Coletivo Essa Mulher, dedicado ao fomento da produção musical feminina no Rio de Janeiro e, em 2018, passa a fazer parte do grupo El Efecto.
Em 2020, passa a integrar a banda de Roberta Sá, no projeto Pra Nunca Se Acabar. Também neste ano coordena a classe de flautas do FIMUCA e cria EMMBRA - Escritas Musicais de Mulheres Brasileiras, um songbook de composições instrumentais feitas por musicistas brasileiras, projeto finalista no Prêmio Profissionais da Música. 